# Matteo Galassi
Matteo Galassi (18 de mayo de 2005) es un deportista italiano que compite en esgrima, especialista en la modalidad de espada. Ganó dos medallas en el Campeonato Europeo de Esgrima de 2025, plata en la prueba individual y bronce por equipos.

## Palmarés internacional
| Campeonato Europeo | Campeonato Europeo | Campeonato Europeo | Campeonato Europeo |
| Año                | Lugar              | Medalla            | Prueba             |
| ------------------ | ------------------ | ------------------ | ------------------ |
| 2025               | Génova (Italia)    | Medalla de plata   | Espada individual  |
| 2025               | Génova (Italia)    | Medalla de bronce  | Espada por equipos |